# Suisse Hotel
Het Suisse Hotel is een erfgoedhotel in Kandy, Sri Lanka.

## Geschiedenis
Het gebouw was oorspronkelijk de residentie van Pilimatala Gabada Nilame, de hoofdminister van de koninklijke graanschuur, en werd gebouwd in de 17e eeuw. Het was gelegen op Migon Aramba, 'de plaats waar de buffels van de koning graasden'. Naar aanleiding van de Grote Opstand van 1817-1818 werd het gebouw in beslag genomen door de Britten in 1818, en gegeven aan een Britse officier, die de naam veranderd in het Haramby (Aramba) House. In 1846 werd het de residentie van George Wall, de manager van de Ceylon Plantation Company. In de vroege jaren 1880 werd het gebouw bezet door de Kandy Club. In 1887 verhuisde de club naar een gebouw dat was verlaten door de Orient Bank, dat bankroet was gegaan, en werd later onderdeel van het Queen's Hotel. In 1924 werd het gebouw gekocht door een Zwitserse dame, Jeanne Louisa Burdayron, die het exploiteerde als een pension voordat het een hotel werd. Op een gegeven moment werd het gebouw ook gebruikt als kraamafdeling voor plantersvrouwen. Tijdens de Tweede Wereldoorlog (tussen april 1944 en 1945) werd het gebruikt als hoofdkwartier van het commando Zuidoost-Azië, onder bevel van Lord Louis Mountbatten.
In 1951 nam de overheid het gebouw over voor gebruik als overheidskantoren.

## Uitrusting
Het hotel heeft 90 kamers, waaronder zeven suites, een loungebar en een restaurant. Het heeft ook een buitenzwembad, een Ayurvedisch centrum, een sauna en een spa.